# 日和見感染
日和見感染（ひよりみかんせん、英語: opportunistic infection）は、健康な動物では感染症を起こさない病原体（弱毒微生物・非病原微生物・平素無害菌などと呼ばれる）が原因で、発症する感染症である。

## 概説
後天性免疫不全症候群（AIDS）などに代表されるように免疫力低下を招く疾患に罹患している、臓器移植で免疫抑制剤を使用中である、あるいは加齢に伴う体力減衰等の要因によって動物の免疫機能が低下すると、通常であればその免疫機能によって増殖が抑えられている病原性の低い常在細菌が増殖し、その結果として病気を引き起こすことがある。
すなわち日和見感染とは、宿主と病原体との間で保たれていたバランスが宿主側の抵抗力低下により崩れ、宿主の発病につながるものである。日和見感染を起こす病原体の中には薬剤耐性を獲得しているものも含まれており、いったん発病した場合にその治療に有効な薬剤が限定されることから、医学上の大きな問題になっている。
なお、免疫機能の低下により易感染性になった人のことを、易感染宿主（コンプロマイズド・ホスト、英: compromised host）という。

## ヒトの主な日和見感染症
- 細菌性日和見感染
  - 非結核性抗酸菌症
  - MRSA感染症
  - 緑膿菌感染症
  - レジオネラ肺炎
  - セラチア感染症
  - 放線菌症
- 真菌性日和見感染
  - カンジダ症
  - クリプトコッカス症
  - ニューモシスチス肺炎（旧称：カリニ肺炎） - ニューモシスチス・イロベチイによるもの。学名変更によって改名された。
  - ムコール症
  - ペニシリウム症
- ウイルス性日和見感染
  - 帯状疱疹
  - ヘルペス
  - カポジ肉腫
  - サイトメガロウイルス感染症
  - 進行性多巣性白質脳症
- 原虫性日和見感染
  - トキソプラズマ症
  - クリプトスポリジウム症